# Anurag Basu
Anurag Basu est un réalisateur et scénariste indien, né le 2 février 1970 à Bhilai (Chhattisgarh).

## Filmographie

### Réalisateur
- 2003 : Kucch To Hai
- 2003 : Saaya (en)
- 2004 : Murder
- 2004 : Tumsa Nahin Dekha (en)
- 2006 : Gangster
- 2007 : Life in a... Metro (en)
- 2010 : Kites
- 2012 : Barfi!
- 2017 : Jagga Jasoos
- 2020 : Ludo (en)

### Scénariste
- 2004 : Murder de lui-même
- 2006 : Gangster de lui-même (co-scénarisé avec Mahesh Bhatt)
- 2007 : Life in a... Metro (en) de lui-même
- 2010 : Kites de lui-même (co-scénarisé avec Robin Bhatt et Akarsh Khurana)
- 2012 : Barfi! de lui-même
- 2017 : Jagga Jasoos de lui-même
- 2020 : Ludo (en) de lui-même

### Producteur
- 2017 : Jagga Jasoos de lui-même
- 2020 : Ludo (en) de lui-même